# Stop the Steal

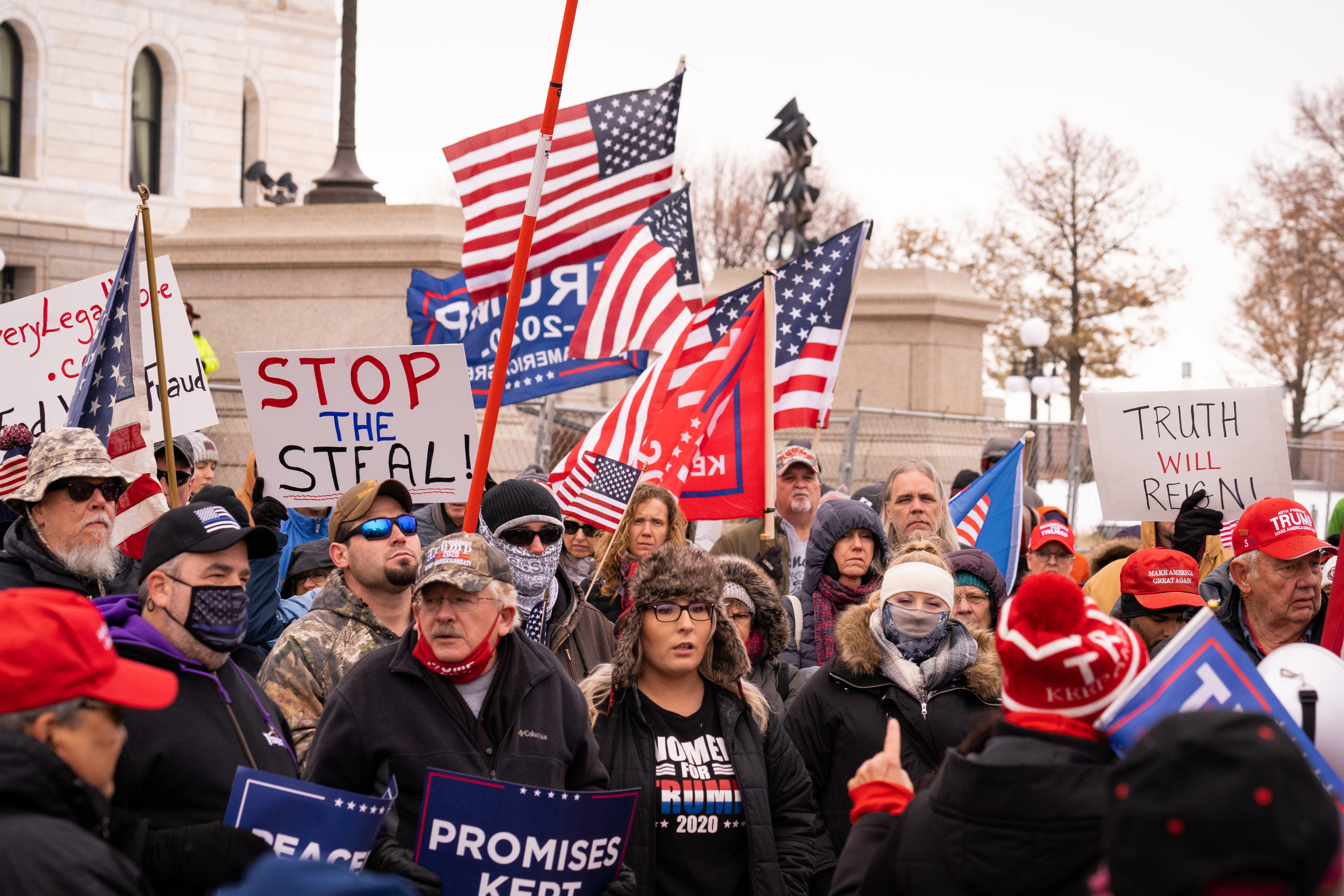
Immagine di una protesta "Stop the Steal"

Stop the Steal (in italiano: fermate il furto), Stop the Count (lett. "Stop al Conteggio") e Own Your Vote (lett. "Possiedi il tuo voto") sono state delle campagne diffuse negli ambienti politicamente schierati a destra negli Stati Uniti, volte a promuovere una teoria del complotto secondo cui durante le elezioni presidenziali americane del 2020 si sarebbe verificato un broglio elettorale per negare la vittoria al presidente uscente, il repubblicano Donald Trump, che in occasione della tornata elettorale era risultato sconfitto dal rivale democratico, l'ex vicepresidente Joe Biden.
Trump e i suoi sostenitori affermano di aver vinto le elezioni e che la frode degli elettori e del conteggio dei voti su larga scala è avvenuta in diversi swing states. Nonostante ciò, già nell'imminenza del voto un sondaggio del New York Times tra i funzionari delle elezioni statali non trovò prove di brogli elettorali significativi, e nemmeno ne furono trovate dal Dipartimento di Giustizia degli Stati Uniti; inoltre, decine di cause intentate da Trump e dai suoi rappresentanti per contestare i risultati del voto in vari Stati sono fallite.

## Storia
"Stop the Steal" era uno slogan già creato dal politico repubblicano Roger Stone nel 2016, ma un gruppo Facebook con questo nome è stato creato durante il conteggio dei voti del 2020 da parte del gruppo pro-Trump "Women for America First".
Mentre la Associated Press, ABC News, CBS News, CNN, Decision Desk HQ, NBC News, The New York Times e Fox News prevedevano che Biden sarebbe diventato presidente eletto - superando i 270 voti del Collegio elettorale necessari per rivendicare la vittoria - il cofondatore e attivista del movimento Tea Party, Amy Kremer, metteva in campo questa strategia sui social per contestare l'esito.
Facebook ha rimosso il gruppo il 5 novembre, definendolo "organizzato alla delegittimazione del processo elettorale". È stato riferito che nel gruppo entrassero mille nuovi membri ogni 10 secondi e che avesse un totale di 360000 followers prima che Facebook lo chiudesse.

Tutti i successivi gruppi "Stop the Steal" sono stati rimossi dal sito web dai moderatori di Facebook a causa di discussioni su violenza estrema, incitamento alla violenza e minacce, considerate violazioni degli standard della comunità di Facebook. Diversi gruppi omonimi sono stati fondati da estremisti di destra dopo che Trump ha pubblicato tweet su Twitter incoraggiando i suoi sostenitori a "Stop the Count" (fermare il voto). Da allora, molti di questi gruppi hanno iniziato a protestare in diverse città degli Stati Uniti, tra cui Washington D.C., Detroit, Lansing, Michigan, Las Vegas, Nevada, Madison, Wisconsin, Atlanta e Columbus, Ohio. Molte di queste proteste hanno incluso membri di gruppi estremisti come Three Percenters, Proud Boys e gli Oath Keepers.

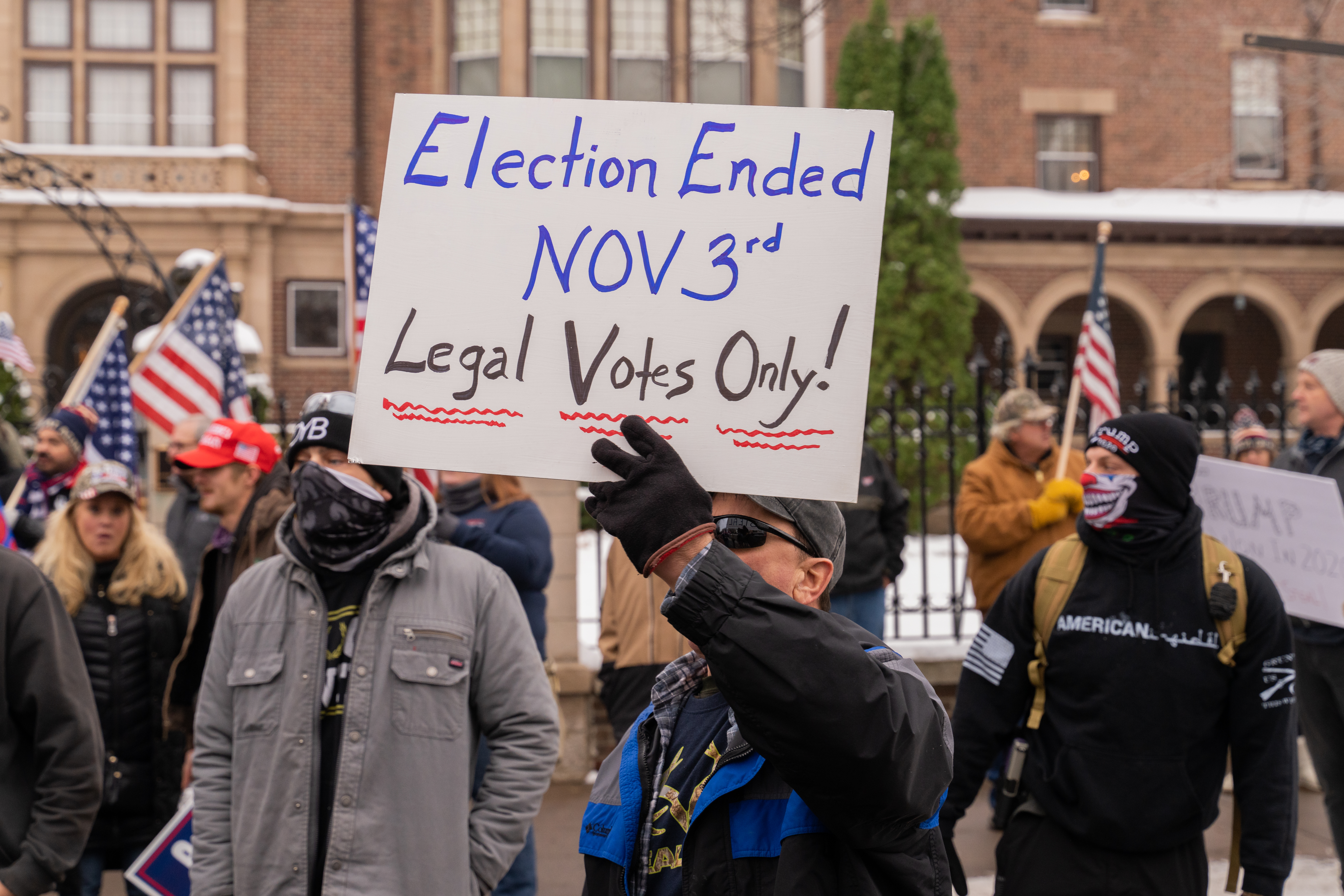
"Le elezioni sono finite il 3 novembre, contate solo i voti legali!". (Stop the Count)

## Il "miraggio rosso"
Un fenomeno noto agli analisti politici è il cosiddetto miraggio rosso: alle elezioni, durante la prima fase dello spoglio delle schede elettorali che avviene la notte stessa, spesso risulta in vantaggio il Partito Repubblicano (che si identifica con il colore rosso). 
Il divario può essere colmato dal Partito Democratico durante le fasi successive dello spoglio, nelle ore e nei giorni successivi. 
Gli analisti hanno finora identificato tre cause:
- Il sistema elettorale funziona per distretti: i distretti più rurali, a poca densità di popolazione, dove sono maggioritari i repubblicani, terminano il conteggio prima, mentre i distretti cittadini, più popolosi, richiedono più tempo per lo scrutinio.
- Un altro fattore sembra essere quello delle schede provvisorie (provisional ballots) autorizzate dal 2002 nel caso in cui gli elettori non si fossero registrati prima delle elezioni nei registri elettorali[14].
- Nel 2020 si discusse dell'impatto del voto per corrispondenza, mai così sfruttato prima della pandemia di Covid-19 e che quest'ultimo fosse utilizzato soprattutto dagli elettori democratici, tale da portare i risultati delle elezioni nelle mani del candidato Joe Biden mentre venivano conteggiati.[15].

Formalmente, i risultati forniti durante la notte elettorale non sono ufficiali, bensì previsioni che possono essere smentite dal proseguire dello scrutinio. Tuttavia, secondo Edward Foley, che studia il fenomeno dal 2013 la discrepanza sempre crescente tra previsioni e risultati ufficiali disorienta gli elettori e può essere occasione di contese.
Il Presidente Donald Trump, già dalle prime ore del 4 novembre 2020, ha contestato il conteggio dei voti definendoli frode elettorale ed ha osservato che: "Vinceremo. Per quanto mi riguarda, abbiamo già vinto.". Il 5 novembre, Trump pubblica un tweet in cui chiede di fermare il conto delle schede ("Stop the count!").

## Proteste
Nel Michigan, il 7 dicembre 2020, i manifestanti di "Stop the Steal" si sono riuniti davanti alla casa privata del segretario di Stato del Michigan Jocelyn Benson per "gridare e cantare minacciosamente con megafoni". La vittoria del presidente eletto Joe Biden con 154 000 voti è stata comunque ufficialmente certificata dal Michigan Board of State Canvassers a novembre. I nove avvocati che avevano sostenuto in via giudiziaria la natura fraudolenta della proclamazione sono stati sanzionati dalla magistratura per violazione della deontologia forense, avendo intrapreso una lite temeraria in totale assenza di qualsivoglia elemento di fatto o di diritto a supporto.
Sabato 12 dicembre 2020 si sono svolte delle proteste post-elettorali a Washington, D.C. dove avvennero una serie di scontri armati. All'inizio della giornata i manifestanti si sono riuniti davanti alla Corte Suprema e al Freedom Plaza. Sebbene periodicamente scoppiassero piccoli scontri, le proteste sono state per lo più pacifiche, anche se la maggior parte dei partecipanti non indossava la mascherina nonostante la pandemia di COVID-19 in corso.

## Social media
I tentativi di Facebook e di altri social network tradizionali di limitare i gruppi che diffondono "false dichiarazioni elettorali" hanno portato all'aumento della popolarità di Parler, una rete sociale alternativa di destra che ha attirato sostenitori di Trump e della teoria "Stop the Steal".